# بزن بریم دزدی
بزن بریم دزدی فیلمی به کارگردانی داریوش کوشان و نویسندگی پرویز خطیبی محصول سال ۱۳۵۳ است.

## داستان
امیرناصر (عارف)، که با فاطی، دختر پاسبانی، قرار ازدواج گذاشته، به لیلی (آرام)، دختر احسان زادگان، میلیونر معروف، دل می‌بندد…

## بازیگران
- عارف
- آرام
- علی میری
- اصغر سمسارزاده
- رضا شفیع
- حمیده خیرآبادی
- رضا رخشانی
- جمشید مهرداد